# 주세페 마로타

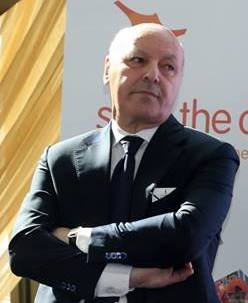

주세페 '베페' 마로타(Giuseppe 'Beppe' Marotta, 1957년 3월 25일 ~ )는 이탈리아의 축구 행정가이다. 현재 이탈리아 세리에 A의 인테르나치오날레 밀라노의 회장이자 최고 경영자이다. 2014년 이탈리아 축구 명예의 전당에 입성했다.

## 경력

#### 행정가 경력
- 바레세 칼초 (1978-1986, Youth Director, GM)
- AC 몬차 (1986-1990, GM)
- 코모 1907 (1990-1993, GM)
- 라벤나 FC 1913 (1993-1995, GM)
- 베네치아 FC (1995-2000, GM)
- 아탈란타 BC (2000-2002, GM)
- UC 삼프도리아 (2002-2010, CEO, GM)
- 유벤투스 FC (2010-2018, CEO, GM)
- FC 인테르나치오날레 밀라노 (2018-, CEO)

#### 회장 경력
- FC 인테르나치오날레 밀라노 (2024-)

### 개인
- 이탈리아 축구 명예의 전당 : 2014